# سعود عبيد ضيف الله
سعود عبيد ضيف الله (بالإنجليزية: Saoud Obaid Daifallah) (ولد عام 1944) هو عداء مسافات طويلة كويتي. شارك في سباق الماراثون ضمن منافسات الألعاب الأولمبية الصيفية 1968.

## السيرة الرياضية
خاض ضيف الله سباق الماراثون ضمن منافسات دورة الألعاب الأولمبية الصيفية 1968 التي أُقيمت بمدينة مكسيكو، وكان مصير مشاركته عدم إنهاء السباق، وهي نتيجة شائعة في هذه السباقات الطويلة المجهدة.